# 南六郷
南六郷（みなみろくごう）は、東京都大田区の町丁。現行行政地名は南六郷一丁目から南六郷三丁目。住居表示実施済区域。

## 地理
東京都大田区の南東部に位置する。北端は大田区南蒲田になる。北東部は大田区萩中に接する。東部は大田区本羽田に接する。南部一帯は多摩川に触れ、神奈川県川崎市に接する。地域西部から北西部は大田区東六郷に接する。住宅地と工場が混在している。多摩川沿いにはマンションなども見られる。

### 地価
住宅地の地価は、2025年（令和7年）1月1日の公示地価によれば、南六郷2-8-12の地点で46万8000円/m2となっている。

## 歴史
- 1910年（明治43年）8月 - 明治43年の大水害で多摩川が氾濫。民家が流出し、一帯が冠水した[5]。

## 世帯数と人口
2024年（令和6年）4月1日現在（東京都発表）の世帯数と人口は以下の通りである。
| 丁目         | 世帯数    | 人口     |
| ------------ | --------- | -------- |
| 南六郷一丁目 | 2,723世帯 | 5,295人  |
| 南六郷二丁目 | 4,192世帯 | 7,473人  |
| 南六郷三丁目 | 2,410世帯 | 4,615人  |
| 計           | 9,325世帯 | 17,383人 |

### 人口の変遷
国勢調査による人口の推移。
| 年                 | 人口   |
| ------------------ | ------ |
| 1995年（平成7年）  | 16,796 |
| 2000年（平成12年） | 16,935 |
| 2005年（平成17年） | 17,656 |
| 2010年（平成22年） | 17,224 |
| 2015年（平成27年） | 17,143 |
| 2020年（令和2年）  | 17,361 |

### 世帯数の変遷
国勢調査による世帯数の推移。
| 年                 | 世帯数 |
| ------------------ | ------ |
| 1995年（平成7年）  | 6,408  |
| 2000年（平成12年） | 6,885  |
| 2005年（平成17年） | 7,535  |
| 2010年（平成22年） | 7,786  |
| 2015年（平成27年） | 8,112  |
| 2020年（令和2年）  | 8,613  |

## 学区
区立小・中学校に通う場合、学区は以下の通りとなる（2023年3月時点）。
| 丁目         | 番地                                   | 小学校               | 中学校               |
| ------------ | -------------------------------------- | -------------------- | -------------------- |
| 南六郷一丁目 | 1〜30番 31番の一部 32番の一部 33〜35番 | 大田区立出雲小学校   | 大田区立南六郷中学校 |
| 南六郷一丁目 | 31番の一部 32番の一部                  | 大田区立南六郷小学校 | 大田区立南六郷中学校 |
| 南六郷二丁目 | 19〜39番                               | 大田区立南六郷小学校 | 大田区立南六郷中学校 |
| 南六郷二丁目 | 1〜18番                                | 大田区立東六郷小学校 | 大田区立南六郷中学校 |
| 南六郷三丁目 | 8〜24番                                | 大田区立六郷小学校   | 大田区立南六郷中学校 |
| 南六郷三丁目 | 1〜7番                                 | 大田区立南六郷小学校 | 大田区立南六郷中学校 |

## 事業所
2021年（令和3年）現在の経済センサス調査による事業所数と従業員数は以下の通りである。
| 丁目         | 事業所数  | 従業員数 |
| ------------ | --------- | -------- |
| 南六郷一丁目 | 144事業所 | 1,116人  |
| 南六郷二丁目 | 233事業所 | 1,622人  |
| 南六郷三丁目 | 148事業所 | 1,578人  |
| 計           | 525事業所 | 4,316人  |

### 事業者数の変遷
経済センサスによる事業所数の推移。
| 年                 | 事業者数 |
| ------------------ | -------- |
| 2016年（平成28年） | 572      |
| 2021年（令和3年）  | 525      |

### 従業員数の変遷
経済センサスによる従業員数の推移。
| 年                 | 従業員数 |
| ------------------ | -------- |
| 2016年（平成28年） | 4,275    |
| 2021年（令和3年）  | 4,316    |

## 交通
町域内に鉄道駅はないが、西部方向にある京急本線雑色駅と六郷土手駅のほか、蒲田駅からのバス路線の利用もある。

## 施設
- 関西ペイント東京事業所
- リケンテクノス
- 大田区立南六郷公園
- 真言宗智山派寳泉寺（宝泉寺）
- 大田区立南六郷中学校
- 大田区南六郷小学校
- 大田区立六郷小学校
- クロッカ六郷（児童発達支援事業所）
- スキップランド南六郷（放課後等デイサービス）
- 六郷神社

## その他

### 日本郵便
- 郵便番号 : 144-0045[2]（集配局 : 蒲田郵便局[16]）。